# Ulricehamns järnvägsstation
Ulricehamns järnvägsstation byggdes 1906 vid Järnvägstorget i Ulricehamn, efter ritningar av arkitekten Axel Peterson.

## Bakgrund
Stationen byggdes av Västra Centralbanan som stationshus i Ulricehamn, för den nya järnvägen från Landeryd till Falköping. Arkitekten Axel Peterson stod för utformningen av stationsbyggnaden, som är inspirerad av Trolleholms slott utanför Svalöv i Skåne. 1991 revs järnvägen upp och samlingsplatsen vid järnvägsstationen byttes till strövområden och bussterminal för Västtrafiks busslinjer i regionen. 
Stationsbyggnaden användes som lokal för privatägda Ulricehamns konst- och östasiatiska museum 1996–2006. År 2006 upphörde museiverksamheten och därefter har turistbyrån och Näringsliv i Ulricehamn AB inrymts i lokalerna.

## Fastighet
Fastigheten heter Sten Sture 1 och är uppkallad efter Sten Sture d.y. som dog efter Slaget på Åsundens is 1520.

## Bilder

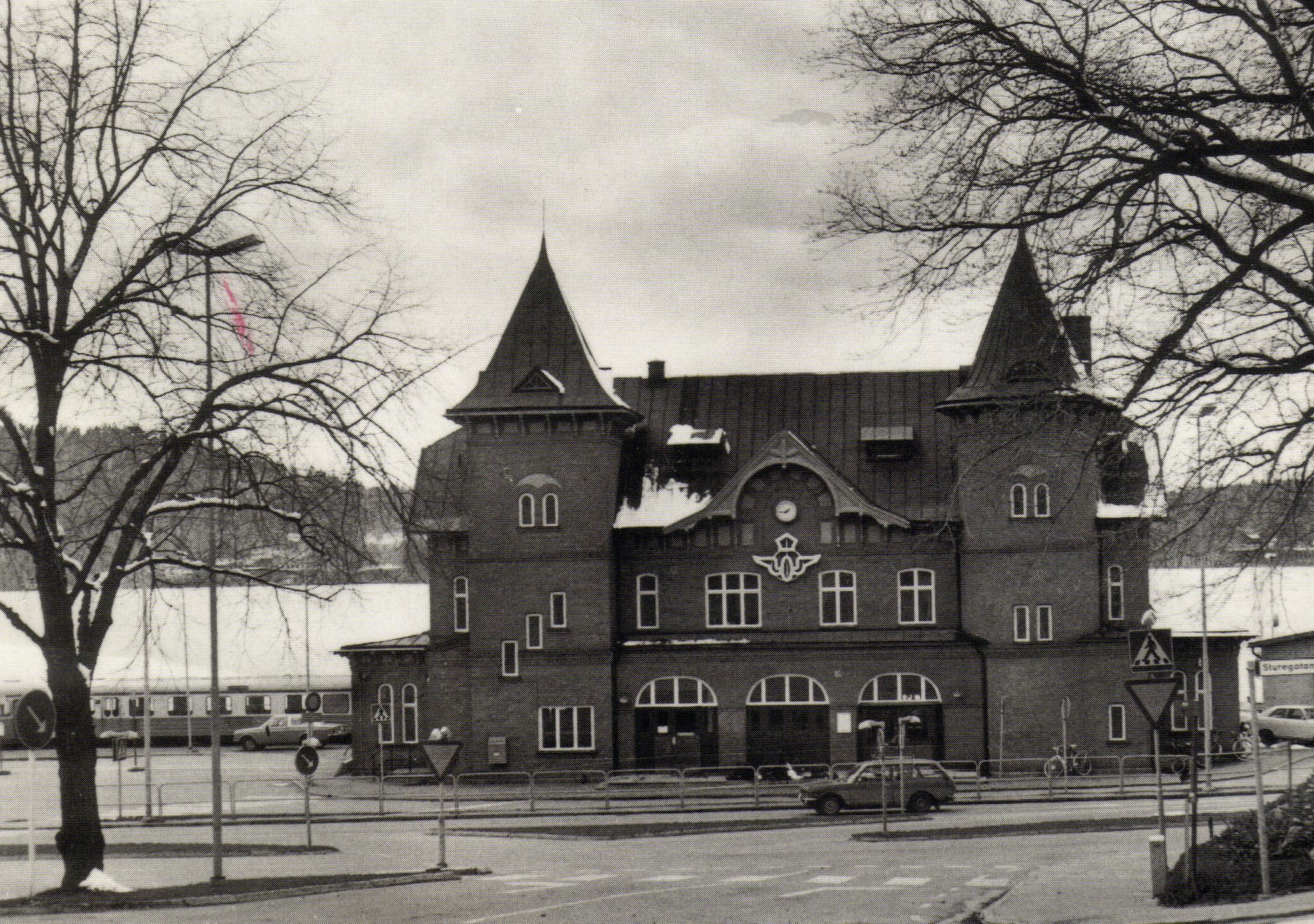
Stationshuset med spårområdet i bakgrunden (1984)
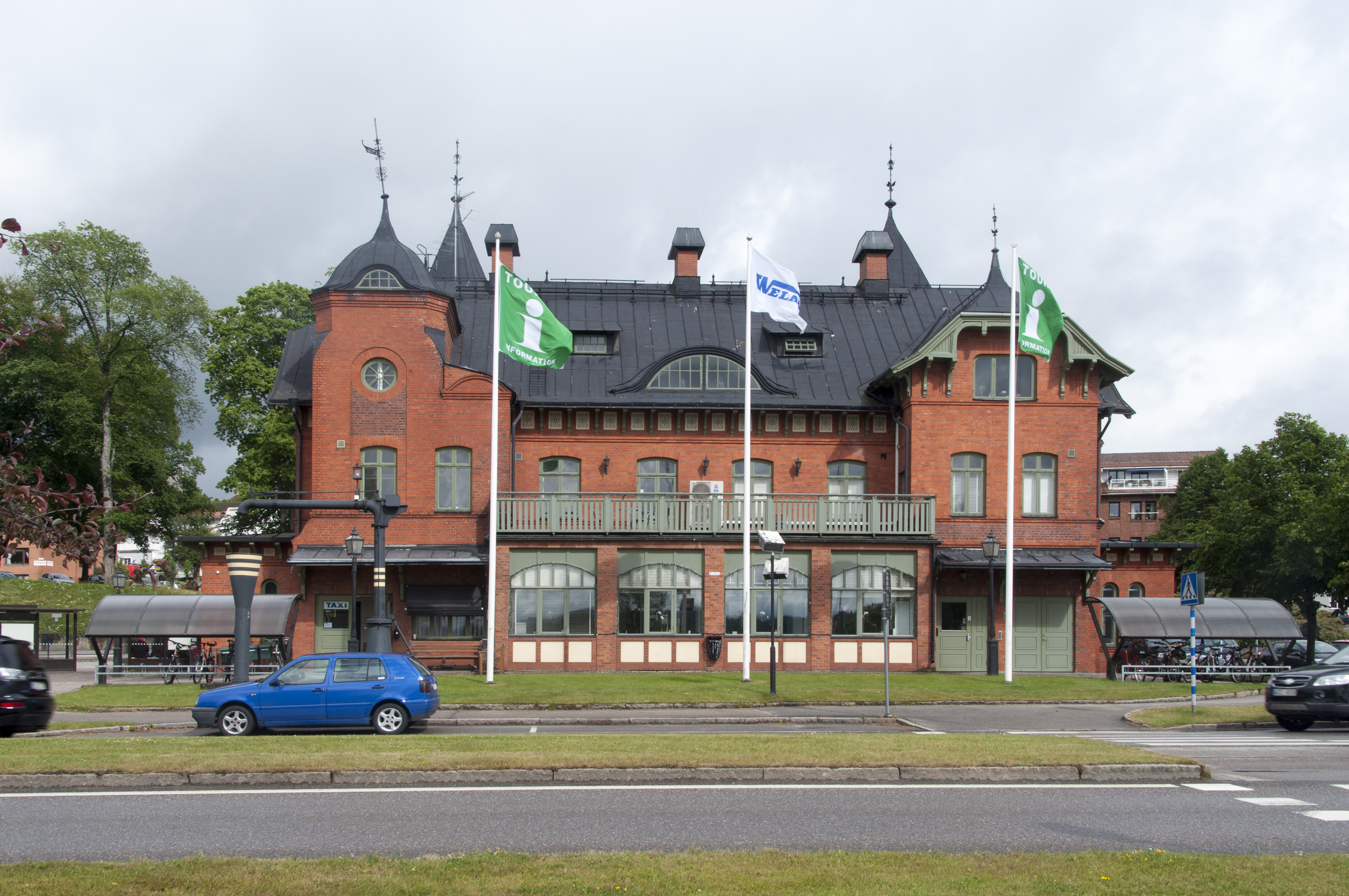
Fasad sett från tidigare spårområdet (2014)